# Fort Fusternberg

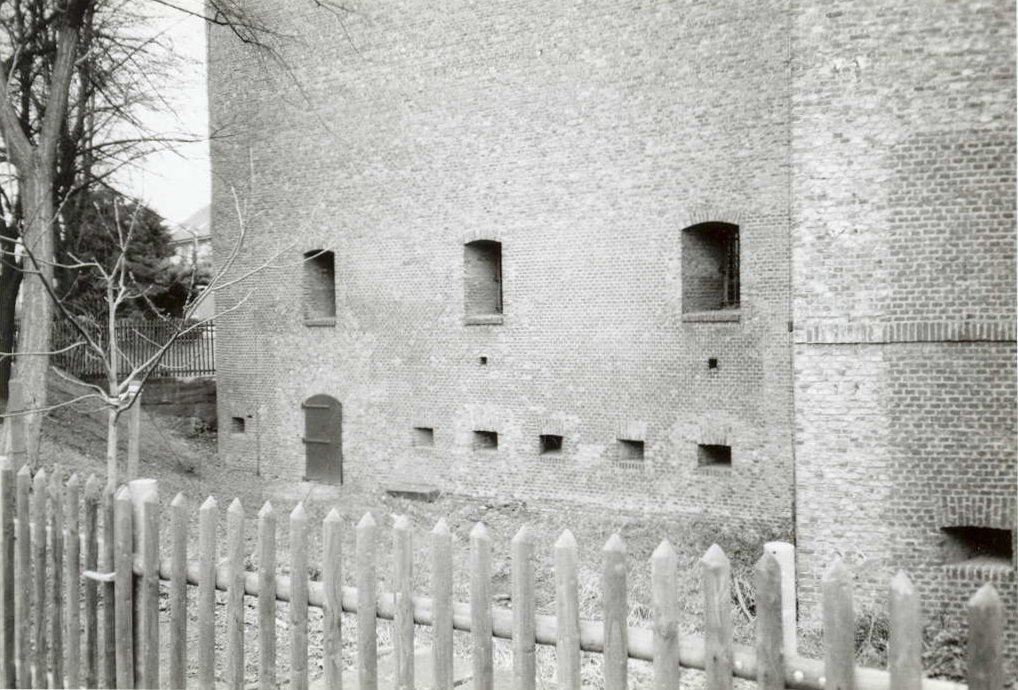
Das Fort Fusternberg von außen

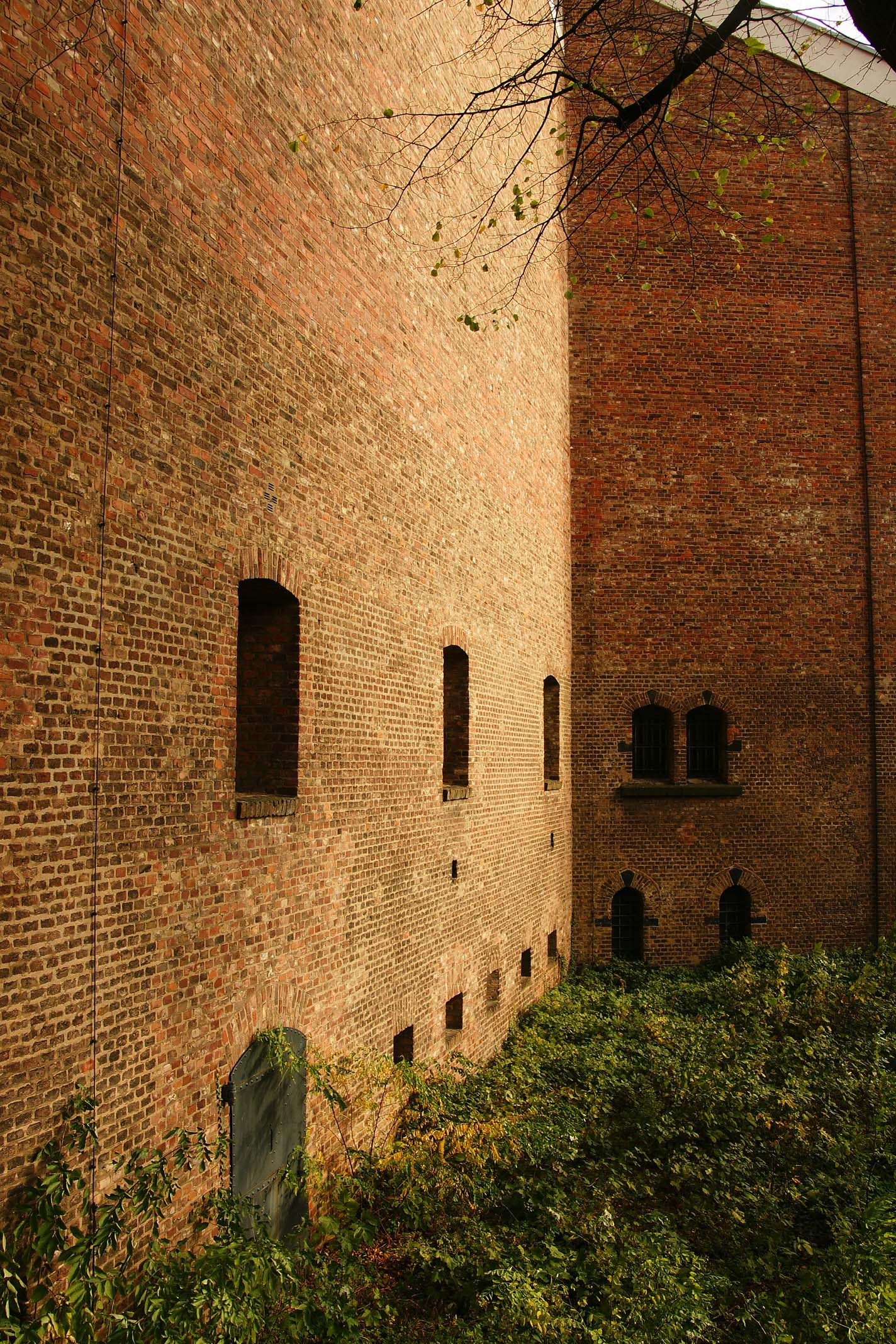
Friedenskirche zu den Heiligen Engeln und altes Fort Fusternberg

Fort Fusternberg liegt im Stadtteil Fusternberg, an der Fusternberger Straße, östlich der Weseler Innenstadt und diente zur Sicherung der von der Stadt nach Süden und Osten führenden Eisenbahnstrecken.

## Geschichte
Nachdem 1900 die militärische Nutzung aufgegeben worden war, kaufte die Stadt das Fort Fusternberg im Jahre 1908 auf. 1915 begannen die Bauarbeiten an der Fusternberger Straße, in deren Zuge die Außenmauern des Forts einplaniert wurden. Diese Bauarbeiten wurden von Kriegsgefangenen begonnen und im Jahre 1922, durch Hilfe von Arbeitslosen, beendet.
Vom Fort selbst ist nach den Schleifungen der 1920er Jahre nur das Reduit und die rechte Kaponniere erhalten.
Während Inflationszeiten dienten die Überreste des Forts als Kartoffellager, zur Zeit des Zweiten Weltkrieges auch als Luftschutzbunker.
In der Zeit danach beherbergte es eine Weinhandlung. Ab 1947 diente das ehemalige Fort als katholische Notkirche, bis es schließlich 1950 von der katholischen Kirche aufgekauft wurde, um auf den Festungsmauern eine neue Kirche zu errichten.

## Kirche
Auf dem Reduit erhebt sich die katholische Friedenskirche zu den Heiligen Engeln, deren Krypta das Obergeschoss des Reduit bildet. Im Untergeschoss befindet sich eine Ausstellung zur Geschichte der Kirche.